# 筲箕窝水库
筲箕窝水库，又称龙洞水库，是广东省广州市天河区龙眼洞片区的一个水库。建于1958年，名字取于当地地名。水库库坝高52米，坝长280米，集雨面积6.2平方公里，总库容量252万立方米。